# 유럽 대륙

유럽 대륙

유럽 대륙(Continental Europe)은 섬, 경우에 따라 반도 등을 제외한 유럽의 대륙부를 가리키는 말이다.

## 영국
영국 영어에서 "Continental Europe"은 보통 브리튼 제도를 제외한 유럽을 가리킨다.

## 스칸디나비아
노르딕 국가에서 유럽 대륙은 브리튼 제도와 스칸디나비아반도, 아이슬란드, 핀란드를 제외한 유럽을 가리킨다.

## 같이 보기
- 미국 본토
- 대륙 철학
- 본토